# Jana Bełomoina
Jana Borysiwna Bełomoina (ukr. Яна Борисівна Беломоіна, ur. 2 listopada 1992 w Łucku) – ukraińska kolarka górska, czterokrotna medalistka mistrzostw świata, złota medalistka mistrzostw Europy i zdobywczyni Pucharu Świata.

## Kariera
Pierwszy sukces w karierze Jana Bełomoina osiągnęła w 2010 roku, kiedy zdobyła srebrny medal w kategorii juniorek podczas mistrzostw świata w Mont-Sainte-Anne. Na rozgrywanych dwa lata później mistrzostwach świata w Leogang była druga w kategorii U-23, przegrywając tylko z Jolandą Neff ze Szwajcarii. W 2012 roku wystąpiła także na igrzyskach olimpijskich w Londynie, gdzie rywalizację w cross-country ukończyła na trzynastej pozycji. Kolejne medale w kategorii młodzieżowców zdobyła w 2013 roku: złoty na mistrzostwach Europy w Bernie oraz brązowy na mistrzostwach świata w Pietermaritzburgu. Na tej drugiej imprezie lepsze okazały się tylko Jolanda Neff i Francuzka Pauline Ferrand-Prevot.